# 市议员府邸

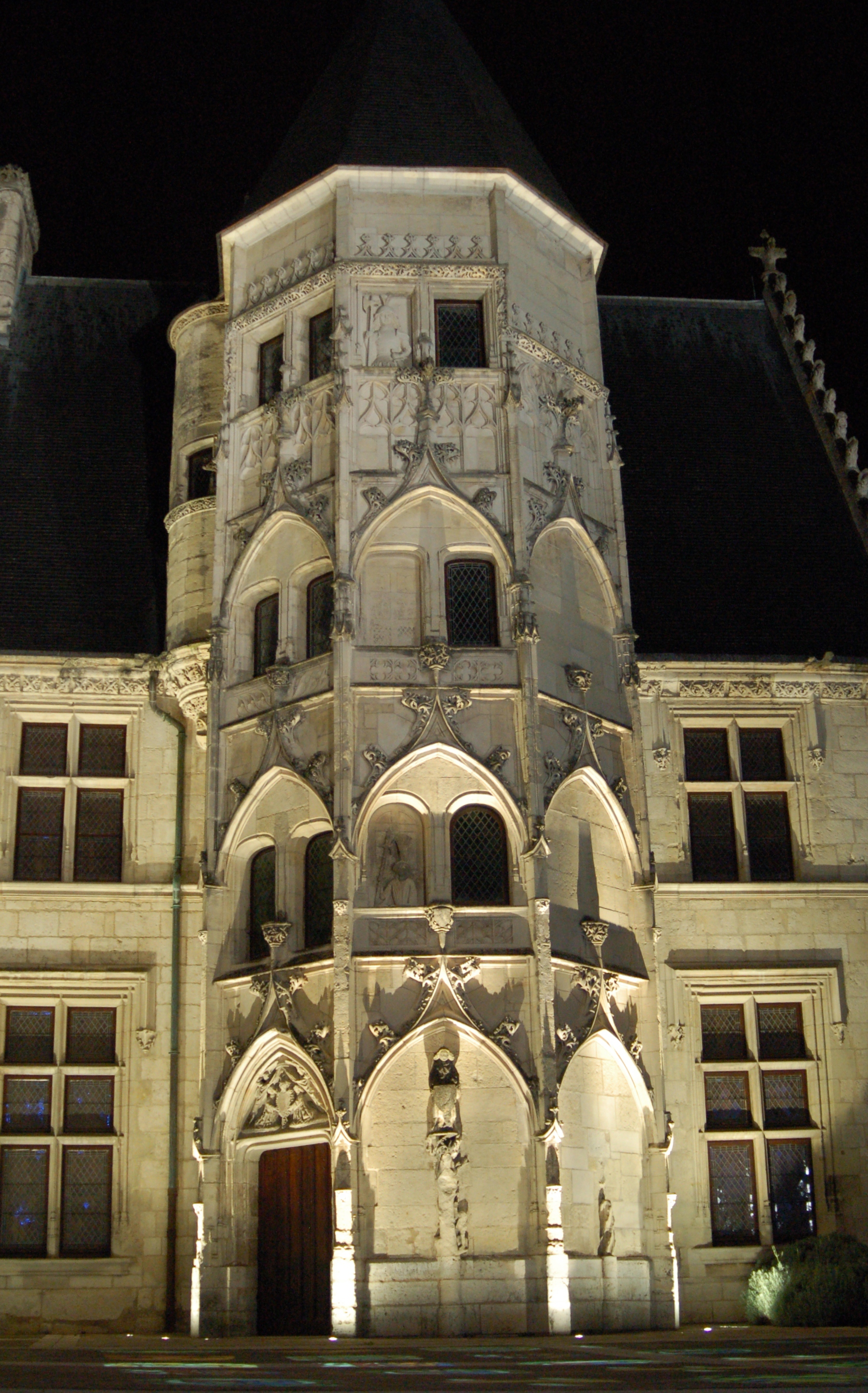
市议员府邸

市议员府邸（hôtel des Echevins）是法国谢尔省布尔日的一座历史建筑，建于15世纪。

## 历史
该建筑建于1489-1490年，用于安置市议员。后改为耶稣会学校。法国大革命期间收归国有，改为师范学校。1987年开办莫里斯·埃斯特维博物馆。
该建筑于1886年7月12日列为法国历史古迹。。

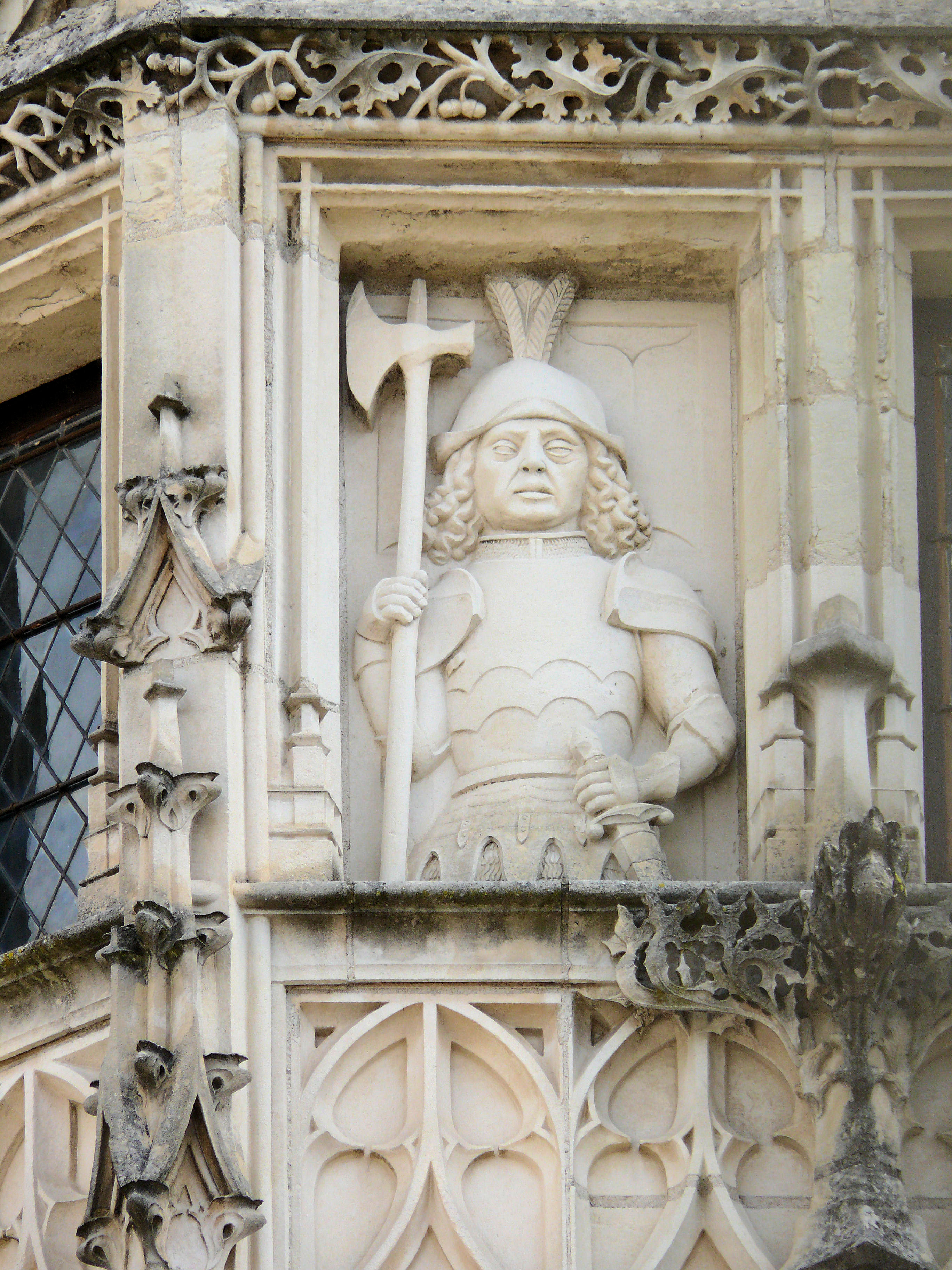
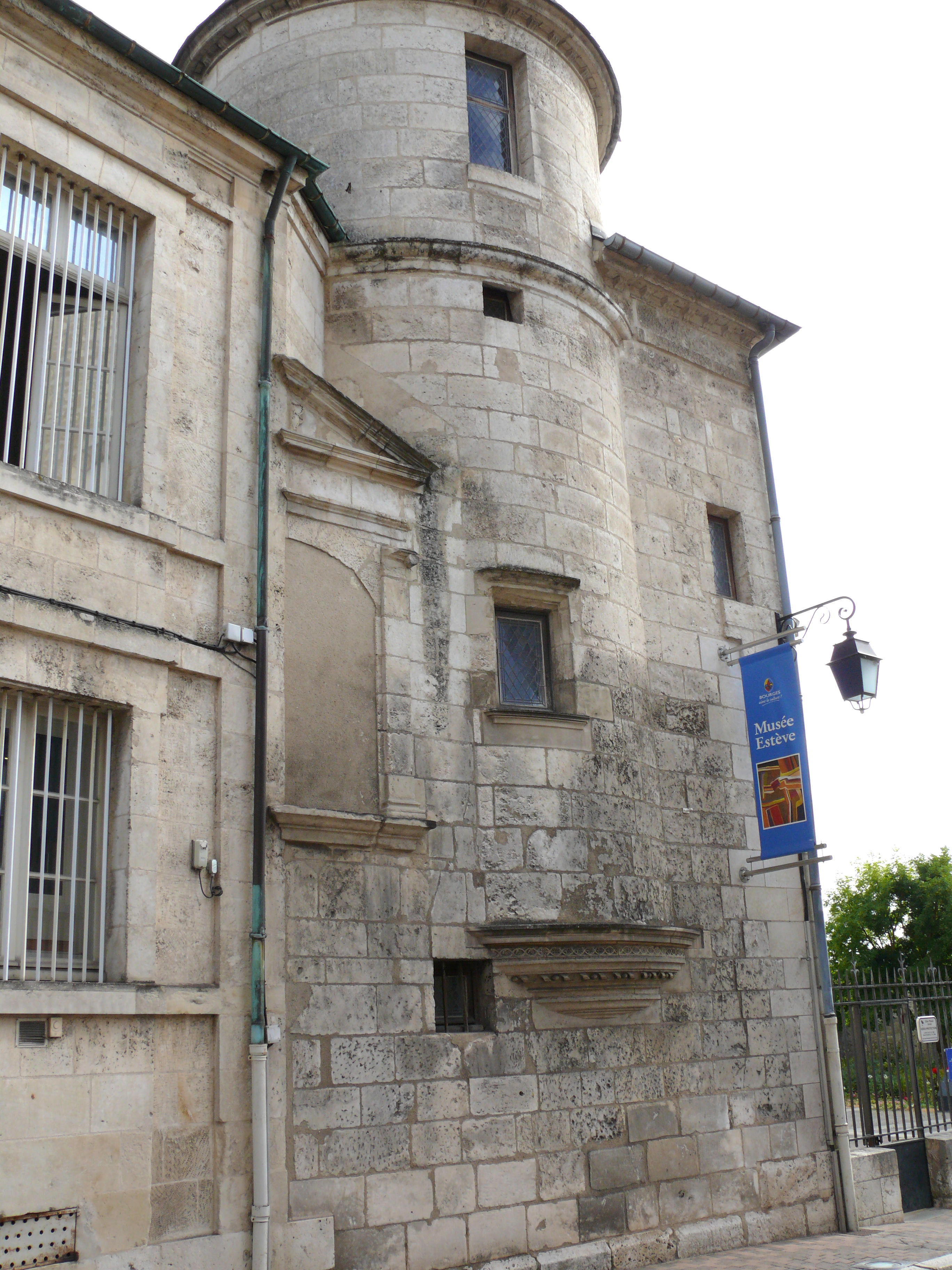
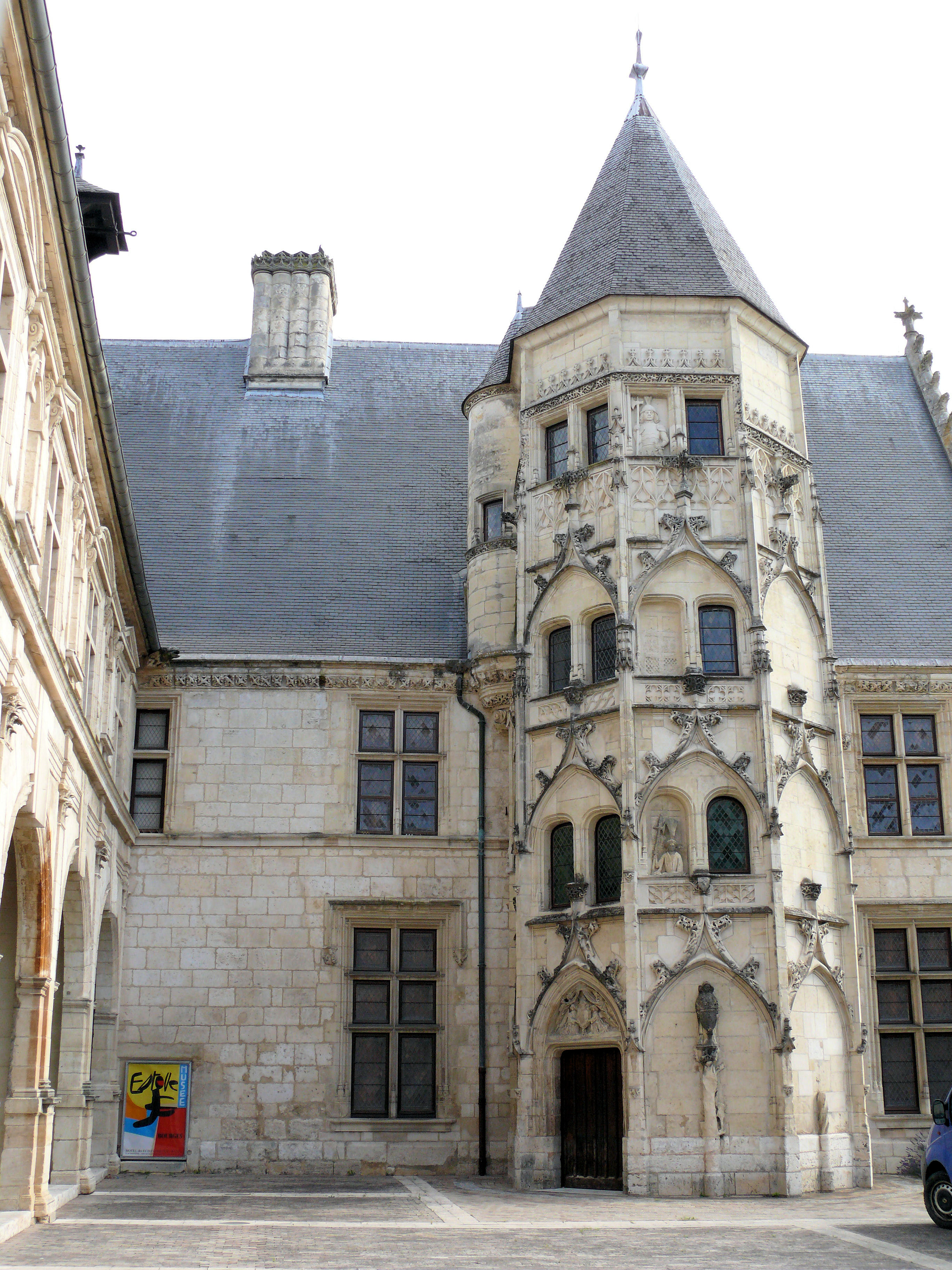
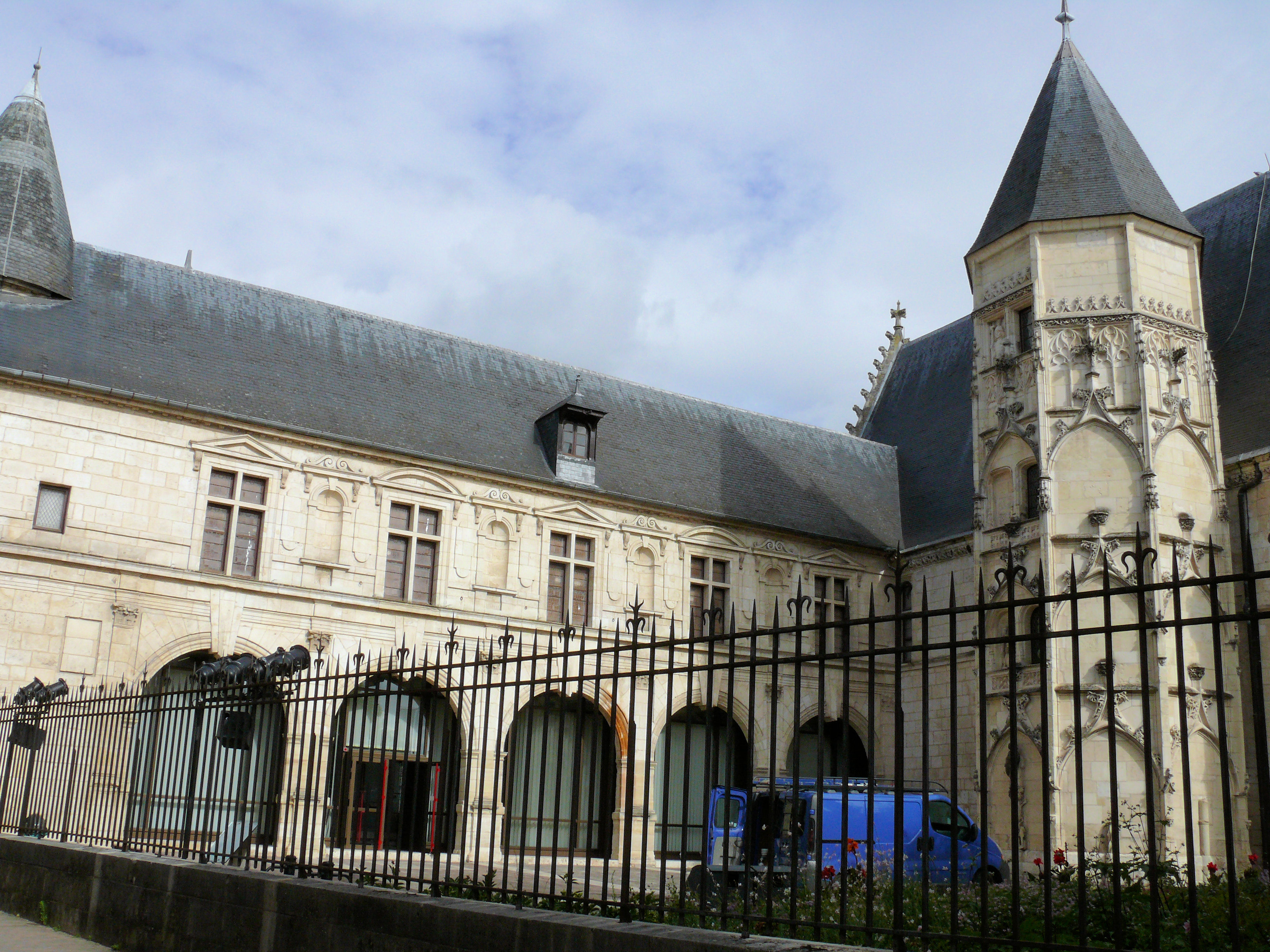